# Wahconah Park
 (avril 2025).
Si vous disposez d'ouvrages ou d'articles de référence ou si vous connaissez des sites web de qualité traitant du thème abordé ici, merci de compléter l'article en donnant les références utiles à sa vérifiabilité et en les liant à la section « Notes et références ».
Le Wahconah Park est un stade de baseball, d'une capacité de 3 500 places, situé à Pittsfield, dans le Massachusetts, aux États-Unis. Il est depuis 2012 le domicile des Suns de Pittsfield, équipe de baseball universitaire évoluant en FCBL.
Il est l'un des derniers stades de baseball aux États-Unis à disposer de tribunes (ou estrades) en bois. Construit en 1919, à une époque où on n'organisait pas de matches la nuit tombée, le stade est orienté à l'Ouest afin de bénéficier au maximum de l'éclairage du soleil couchant.
Le stade est inscrit depuis 2005 au registre des sites historiques américains (National Register of Historic Places).